# Mario Cosentino
Mario Cosentino ( Argentina, 1930 – 21 de mayo de 2000) fue un compositor y clarinetista dedicado a la música clásica y al jazz. 

## Actividad profesional
Estudió clarinete con Juan Carrubba y Roque Spatola y composición musical con Cayetano Marcoli y Juan Giacobbe. 
Actuó en las principales orquestas sinfónicas de Buenos Aires, y fue solista en la Orquesta Filarmónica del Teatro Colón. Su obra Concierto para Saxofón Alto y Orquesta, fue galardonada con el Premio Jóvenes Compositores y estrenada por Washington Castro con la Filarmónica del Teatro Colón y el mismo Mario Cosentino como solista. 
Estrenó Contemplación y Danza, para clarinete y cuerdas, de Astor Piazzolla, obra que grabó con la Orquesta Sinfónica de Radio del Estado. También estrenó el concierto de Artie Shaw en Buenos Aires y Montevideo.
Grabó con Friedrich Gulda y Lalo Schiffrin; colaboró con cantantes y con directores de orquesta, entre los cuales se hallan Ella Fitzgerald, Tony Bennet, Don Costa, Billy May, Nelson Riddle y Johnny Mandel. Realizó una gira por Estados Unidos y actuó en EE. UU. los Festivales de Jazz de Chicago y Orlando invitado como músico extranjero.
Fue director de innumerables orquestas de cámara y de jazz, y de la propia Banda Sinfónica Municipal, con la cual realizó una gira internacional, y en la que se desempeñó como concertino. Fue designado Miembro Titular de la Academia Argentina de Música.
Algunas de las obras teatrales que compuso en colaboración con María Elena Walsh fueron Balada de adolescencia , Dónde están los poetas  y  El Sol no tiene bolsillos . Compuso la música de Petit hotel  y de El dedo gordo y actuó como director musical en la puesta de esta última.
Por sus composiciones fue galardonado con diversos premios, entre los que se encuentran: 
Primer Premio Municipal por Lucubraciones, para cuarteto de saxos; Primer Premio Fondo Nacional de las Artes por la Música Incidental para Hamlet y Primer Premio Concurso de la Organización de Estados Americanos, por Momentum, en 1981. Recibió además los siguientes premios de la Sociedad Argentina de Autores y Compositores: Primer Premio Cincuentenario en 1986, por  Compilare , estrenada en el Teatro Colón al año siguiente; Primer Premio 1988, por  Dessein ; Premio Atril de Plata 1990, por  Alternativas"; Premio Anual de Música Sinfónica de 1992 por Pinturas y Primeros Premios 1994 en Música de Cámara por Anphora  y en Música Sinfónica por  Palomas , obras que fueron estrenadas al año siguiente en Radio Nacional y en el Auditorium de Belgrano con la Orquesta Sinfónica Nacional dirigida por Mario Peruso.
Falleció el 21 de mayo de 2000.

## Filmografía
También compuso la música de varias películas:
Música
- El acompañamiento  (1991)
- Narcotráfico, juego mortal (1989)  (video)
- Pipo y los cazadores (1989)  (cortometraje)
- La virgen gaucha (1987)
- Los corruptores (1987)
- Todo o nada (1984)
- La magia de Los Parchís (1981)
- Los Parchís contra el inventor invisible (1981)
- Don Carmelo Il Capo (1976)
- Juguemos en el mundo (1971)
- Fuiste mía un verano (1969)

Montaje
- Buenos Aires, verano 1912 (1966)

Dirección musical
- Las aventuras de los Parchís (1982)